# Alfonso Bassave
Alfonso Vázquez López de Sá (Madrid, 29 de desembre de 1979) és un actor espanyol, conegut pels seus papers a sèries com Hispania, Gran Hotel, Amar es para siempre o Carlos, Rey Emperador. És el germà petit per part de mare del també actor Manuel Baqueiro.

## Vida personal
Abans de ser actor va estudiar per notari. El 2019 va reconèixer en una entrevista que assistir a teràpia el va ajudar a superar els problemes laborals associats a la professió d'actor.

## Filmografia

### Televisió
| Any            | Sèrie                              | Cadena      | Personatge           | Episodis     |
| -------------- | ---------------------------------- | ----------- | -------------------- | ------------ |
| 2002           | Un paso adelante                   | Antena 3    | José                 | 13 episodis  |
| 2004           | Diez en Ibiza                      | La 1        | Rubén                | 4 episodis   |
| 2006           | Los simuladores                    | Cuatro      | Pablo Villalba       | 1 episodi    |
| 2007           | C.L.A. No somos ángeles            | Antena 3    | Sergio               | 3 episodis   |
| 2007           | Caterina y sus hijas               |             | Pablo                | 6 episodis   |
| 2007 - 2008    | Hospital Central                   | Telecinco   | Jesús Ibáñez         | 5 episodis   |
| 2008           | El síndrome de Ulises              | Antena 3    | Pedro Ramírez        | 1 episodi    |
| 2008           | UCO                                | La 1        | Pablo Molina         | 11 episodis  |
| 2010           | La pecera de Eva                   | Telecinco   | Pep Companys         | 53 episodis  |
| 2010           | Impares                            | Antena 3    | Marc                 | 1 episodi    |
| 2010 - 2012    | Hispania                           | Antena 3    | Darío de Caura       | 20 episodis  |
| 2011           | Crematorio                         | La Sexta    | Sergio Martí         | 6 episodis   |
| 2012 - 2013    | Gran Hotel                         | Antena 3    | Gonzalo Alarcón      | 6 episodis   |
| 2013 - 2014    | Amar es para siempre               | Antena 3    | Diego Tudela         | 279 episodis |
| 2015 - 2016    | Carlos, Rey Emperador              | La 1        | Francesc I de França | 17 episodios |
| 2016           | Cites                              | TV3         | Guillermo Vidal      | 2 episodis   |
| 2017 - present | Estoy vivo                         | La 1        | David Aranda Jiménez | ¿? episodis  |
| 2018           | BByC: Bodas, bautizos y comuniones | Telecinco   | Jota                 | TV Movie     |
| 2018           | Asesinato en la universidad        | La 1        | Carlos               | TV Movie     |
| 2018           | Pequeñas coincidencias             | Prime Video | Ricky                | 1 episodi    |
| 2020           | Antidisturbios                     | Movistar+   | Serna                | 6 episodis   |
| 2021 - present | Fuerza de paz                      | La 1        | Fernando Sánchez     | ¿? episodis  |
| 2022 - present | El inmortal                        | Movistar+   |                      |              |

### Llargmetratges
- XXL, com un noi. Dir. Julio Sánchez Valdés (2004)
- El regreso de Alicia, com noi de la festa. Dir. Ramón Rodríguez (2007)
- 8 citas, com Alfonso. Dir. Peris Romano i Rodrigo Sorogoyen (2008)
- Dieta mediterránea, com Frank. Dir. Joaquim Oristrell (2009)
- There be Dragons, com Juan Jiménez Vargas. Dir. Roland Joffé (2011)
- Presentimientos, com Marcus. Dir. Santiago Tabernero (2013)
- Que Dios nos perdone, com Céspedes. Dir. Rodrigo Sorogoyen (2016)
- The Rendezvous (Misterio en Amán), com Beltrán Reyes. Dir. Amin Matalqa i Annemarie Jacir (2016)
- Te Quiero, Imbécil. Dir. Laura Mañá (2020)

### Curtmetratges
- Intro. Dir. Carlos del Puerto (2005)
- Busco. Dir. Carlos Cuenca i Arturo Curón (2006)
- Socarrat, com l'amant. Dir. David Moreno (2009)
- Genio y figura, com un soldat. Dir. Hatem Khraiche (2010)
- Terapia. Dir. Beatriu Vallès (2012)
- Stela, com Luis. Dir. Ainhoa Menéndez Goyoaga (2014)